# Спалы
Спалеи (лат. Spalaei, Palaei) или Спалы (лат.  Spali, Pali) — племя, упоминаемое Плинием Старшим (23-79) и Иорданом (фл. 551) среди племён, обитавших на Дону (Танаисе).
Диодор (2, 43) сообщал, что спапалеи/палаеи/пали (считается, что Спалаеи и Палеи — это одно и то же) были потомками скифского царя Пала, сына Скифов. Ещё одна привязка делается по отношению к «царским сарматам» (которые упоминаются Страбоном как скифское племя, называемое также урги (др.-греч. Οὖργοι)), опираясь на сходство индо-парфянских царских имен Спалирисос, Спалирис, Спалахор и слов различных славянских языков исполин, сполин «гигант», которые, предположительно, восходит к временам, когда славяне находились под властью спалов.
Плиний (фл. 77-79) перечислил группу племен, через которые пересекала река Дон (Танаис), в которой спапалеи упоминаются в последний раз. (6, 50), а в другой главе (6, 22) говорится, что их победили три скифских племени Авхеты, Атернеи и Асампаты.
По Плинию и Диодору, частью Spalaei/Palaei/Pali были Auchetae (или Euchatae).
Мифическое происхождение и глава «6, 22» позволяют предположить, что спапалеи/палаеи/пали были «собирательным обозначением восточной ветви царских скифов».
Тадеуш Сулимирский считал, что они были ветвью роксоланов. Сулимирский относит сарматские археологические находки на среднем Днепре к племени, поддержавшему сарматское падение после готского нашествия в 200 году нашей эры.
Геродот (ок. 440 г. до н. э.) утверждал, что скифы или сколоты состояли из авхатов (происходивших от Липоксаиса), катаров и траспий (из Арпоксаиса) и паралатов (из Колаксаиса), последний из которых был «самым молодым из них, царским родом».
Фрэнсис Дворник (1893—1975) считал, что Спорои, упомянутые Прокопием (500—560) как старое название антов и склавенов, вероятно, были Спалы, упомянутыми Иорданом (фл. 551), и Спалеями, упомянутыми Плинием.